# Liste der Biografien/Yan
Liste der Biografien |
Portal Biografien |
Personensuche
# |
A |
B |
C |
D |
E |
F |
G |
H |
I |
J |
K |
L |
M |
N |
O |
P |
Q |
R |
S |
T |
U |
V |
W |
X |
Y |
Z |
?
 
Ya |
Yb |
Yc |
Yd |
Ye |
Yf |
Yg |
Yh |
Yi |
Yk |
Yl |
Ym |
Yn |
Yo |
Yp |
Yr |
Ys |
Yt |
Yu |
Yv |
Yw |
Yx |
Yz
 
Yaa |
Yab |
Yac |
Yad |
Yae |
Yaf |
Yag |
Yah |
Yai |
Yaj |
Yak |
Yal |
Yam |
Yan |
Yao |
Yap |
Yaq |
Yar |
Yas |
Yat |
Yau |
Yav |
Yaw |
Yax |
Yay |
Yaz
Die Liste der Biografien führt alle Personen auf, die in der deutschsprachigen Wikipedia einen Artikel haben. Dieses ist eine Teilliste mit 466 Einträgen von Personen, deren Namen mit den Buchstaben „Yan“ beginnt.

## Yan
- Yan (* 1998), brasilianischer Fußballspieler
- Yan An (* 1993), chinesischer Tischtennisspieler
- Yan Aung Kyaw (* 1989), myanmarischer Fußballspieler
- Yan Ji († 126), chinesische Kaiserin der Han-Dynastie
- Yan Kyaw Htwe (* 1995), myanmarischer Fußballspieler
- Yan Lei (* 1965), chinesischer Künstler
- Yan Liang († 200), chinesischer General unter Yuan Shao zur Zeit der Drei Reiche
- Yan Lin Aung (* 1996), myanmarischer Fußballspieler
- Yan Ming († 152), Kaiserinmutter der Han-Dynastie
- Yan Paing (* 1983), myanmarischer Fußballspieler
- Yan Shigu (581–645), chinesischer Schriftsteller und Philologe
- Yan, Bingtao (* 2000), chinesischer SnookerspielerYan Bingtao (* 2000)

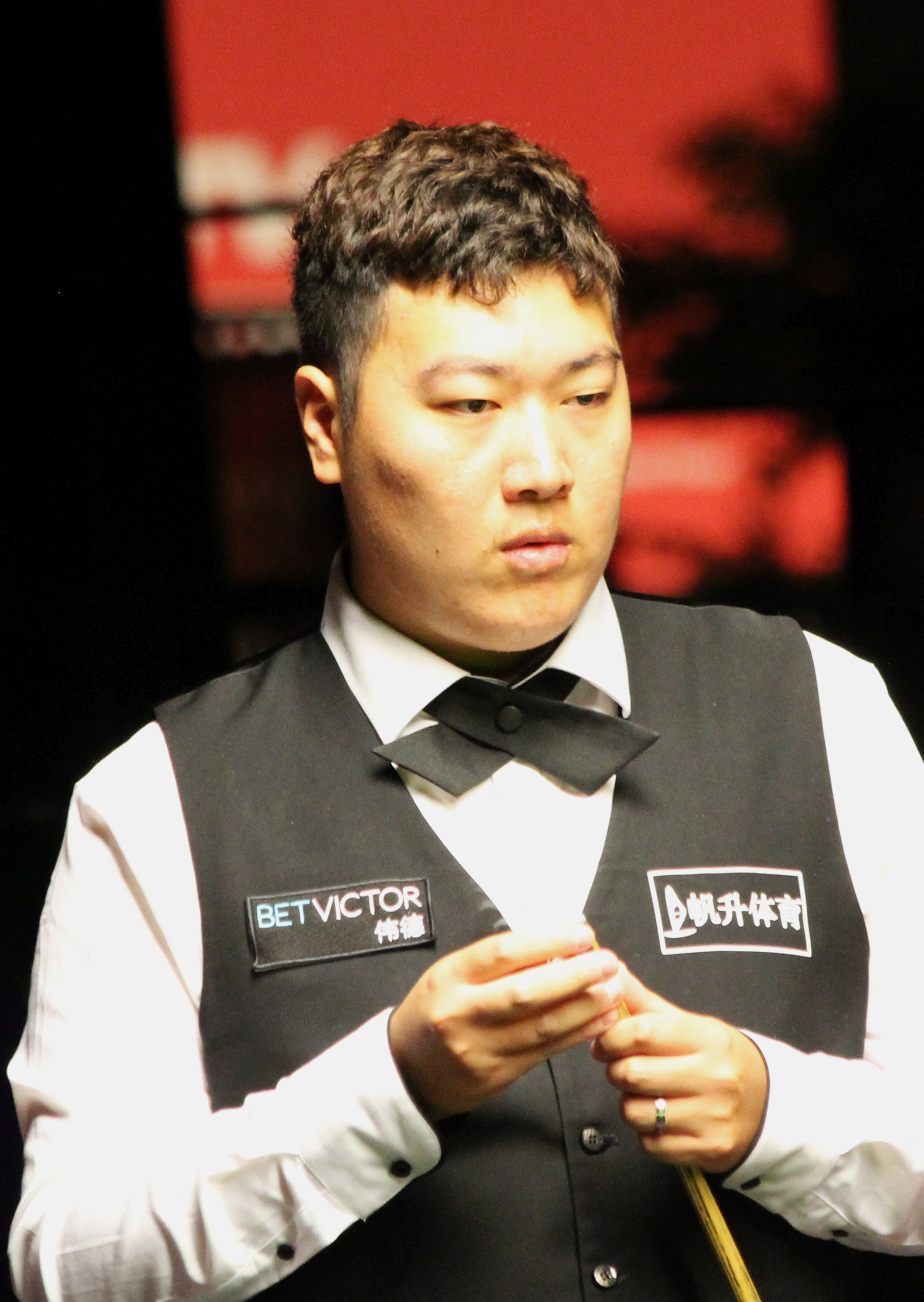
Yan Bingtao (* 2000)

- Yan, Cathy, chinesisch-US-amerikanische Regisseurin, Drehbuchautorin und Produzentin
- Yan, David (* 1993), neuseeländischer Pokerspieler
- Yan, Fu (1853–1921), chinesischer Übersetzer westlicher Schriften
- Yan, Geling (* 1958), chinesisch-US-amerikanische Schriftstellerin und Drehbuchautorin
- Yan, Guowei, chinesische Erhu-Spielerin und Lektorin für traditionelle chinesische Musik
- Yan, Haibin (* 2003), chinesischer Sprinter
- Yan, Hailing (* 2002), chinesische Sprinterin
- Yan, Han (* 1996), chinesischer Eiskunstläufer
- Yan, Hong (* 1966), chinesische Leichtathletin
- Yan, Hui (521 v. Chr.–481 v. Chr.), chinesischer Philosoph
- Yan, Jingyue (1905–1976), chinesischer Soziologe und Kriminologe
- Yan, Jun (* 1958), chinesischer Astrophysiker
- Yan, Juncheng (* 2000), chinesischer Eishockeyspieler
- Yan, Junling (* 1991), chinesischer Fußballtorwart
- Yan, Langyu (* 1999), chinesischer Trampolinturner
- Yan, Lianke (* 1958), chinesischer Schriftsteller
- Yan, Liben († 673), chinesischer Figurenmaler
- Yan, Manuel (1920–2008), philippinischer General und Diplomat, Außenminister
- Yan, Ni (* 1987), chinesische Volleyballspielerin
- Yan, Nieng (* 1977), chinesische Molekularbiologin
- Yan, Pei-Ming (* 1960), chinesischer Maler
- Yan, Ruinan (* 2001), chinesischer Eishockeyspieler
- Yan, Ruoqu (1636–1704), chinesischer Gelehrter
- Yan, Sen (* 1975), chinesischer Tischtennisspieler
- Yan, Siqi (1586–1625), chinesischer Seehändler und Pirat
- Yan, Song (1480–1567), chinesischer Politiker der Ming-Zeit
- Yan, Wengang (* 1997), chinesischer Skeletonfahrer
- Yan, Xingyuan (* 1996), chinesischer Biathlet
- Yan, Xishan (1883–1960), chinesischer Warlord und PremierministerYan Xishan (1883–1960)

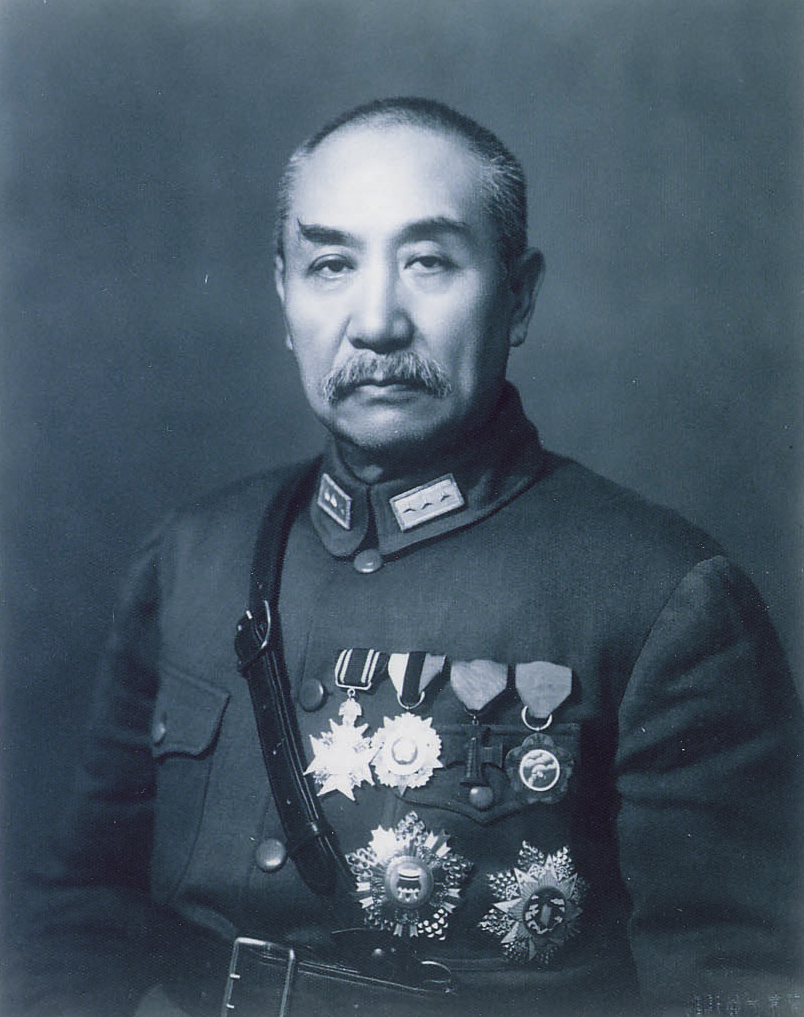
Yan Xishan (1883–1960)

- Yan, Xuetong (* 1952), chinesischer Politikwissenschaftler
- Yan, Ying, Politiker und Staatsmann des Staates Qi
- Yan, Yu-jia (* 2002), taiwanische Handball- und Beachhandballspielerin
- Yan, Yujiang (* 1953), chinesischer Badmintonspieler
- Yán, Zhào (* 1962), chinesischer Journalist
- Yan, Zi (* 1984), chinesische Tennisspielerin
- Yan, Zibei (* 1995), chinesischer Schwimmer
- Yan, Ziyi (* 2008), chinesische Speerwerferin

### Yana
- Yana, Jesús (* 1992), peruanischer Leichtathlet
- Yanaç, Aycan (* 1998), türkische FußballspielerinAycan Yanaç (* 1998)

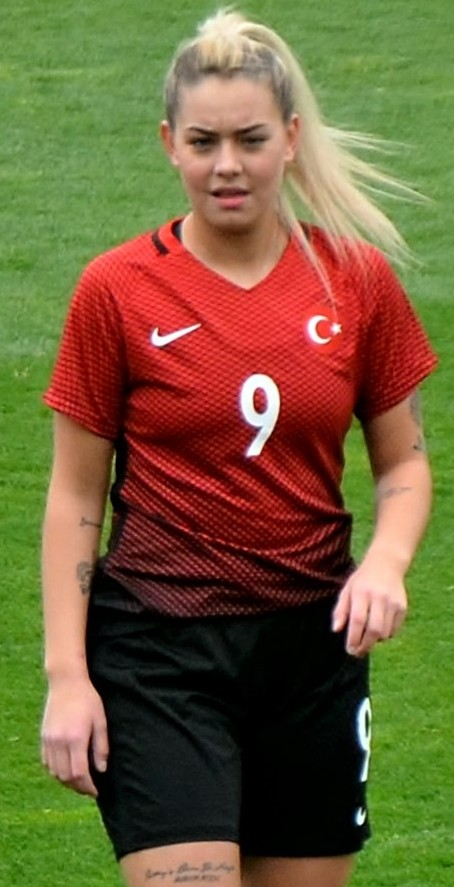
Aycan Yanaç (* 1998)

- Yanadori, Shin’ya (* 1986), japanischer Eishockeyspieler
- Yanagawa Nobuyuki (* 1974), japanischer Sumōringer
- Yanagawa, Heisuke (1879–1945), japanischer General des Heeres im Russisch-Japanischen Krieg, Zweiten Japanisch-Chinesischen Krieg und Pazifikkrieg
- Yanagawa, Masaki (* 1987), japanischer Fußballspieler
- Yanagawa, Seigan (1789–1858), japanischer Kanshi-Dichter
- Yanagawa, Shigenobu (1787–1833), japanischer Ukiyo-e-Künstler
- Yanagawa, Shunsan (1832–1870), japanischer Journalist und Herausgeber
- Yanagi, Hidenao (* 1958), japanischer Diplomat
- Yanagi, Kaneko (1892–1984), japanische Sängerin
- Yanagi, Miwa (* 1967), japanische Künstlerin
- Yanagi, Muneyoshi (1889–1961), japanischer Philosoph und Begründer der Volkskunst-Bewegung
- Yanagi, Sōri (1915–2011), japanischer Designer
- Yanagi, Takahiro (* 1997), japanischer Fußballspieler
- Yanagi, Yasutaka (* 1994), japanischer Fußballspieler
- Yanagi, Yūtarō (* 1995), japanischer Fußballspieler
- Yanagida, Hideaki (* 1947), japanischer Ringer
- Yanagida, Izumi (1894–1969), japanischer Kenner der japanischen und englischen Literatur
- Yanagida, Kenta (* 1995), japanischer Fußballspieler
- Yanagida, Masahiro (* 1992), japanischer Volleyballspieler
- Yanagida, Minoru (* 1954), japanischer Politiker
- Yanagida, Mitsuhiro (* 1941), japanischer Molekularbiologe
- Yanagida, Nobuaki (* 1970), japanischer Fußballspieler
- Yanagida, Seizan (1922–2006), japanischer Buddhologe
- Yanagida, Takayoshi (* 1948), japanischer KomponistTakayoshi Yanagida (* 1948)

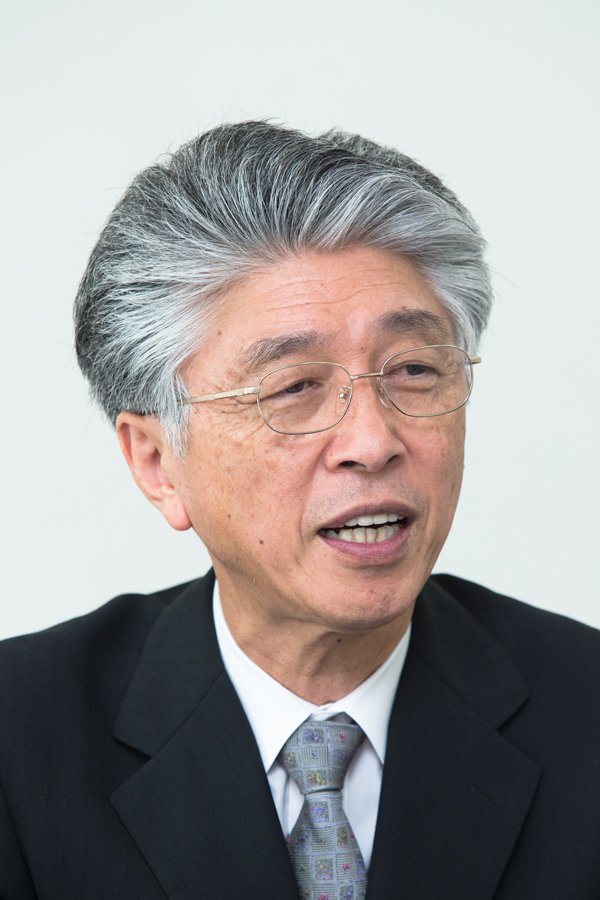
Takayoshi Yanagida (* 1948)

- Yanagida, Tsutomu (* 1949), japanischer Physiker
- Yanagidate, Kazu (* 1993), japanischer Fußballspieler
- Yanagihara, Hanya (* 1974), US-amerikanische Journalistin und AutorinHanya Yanagihara (* 1974)

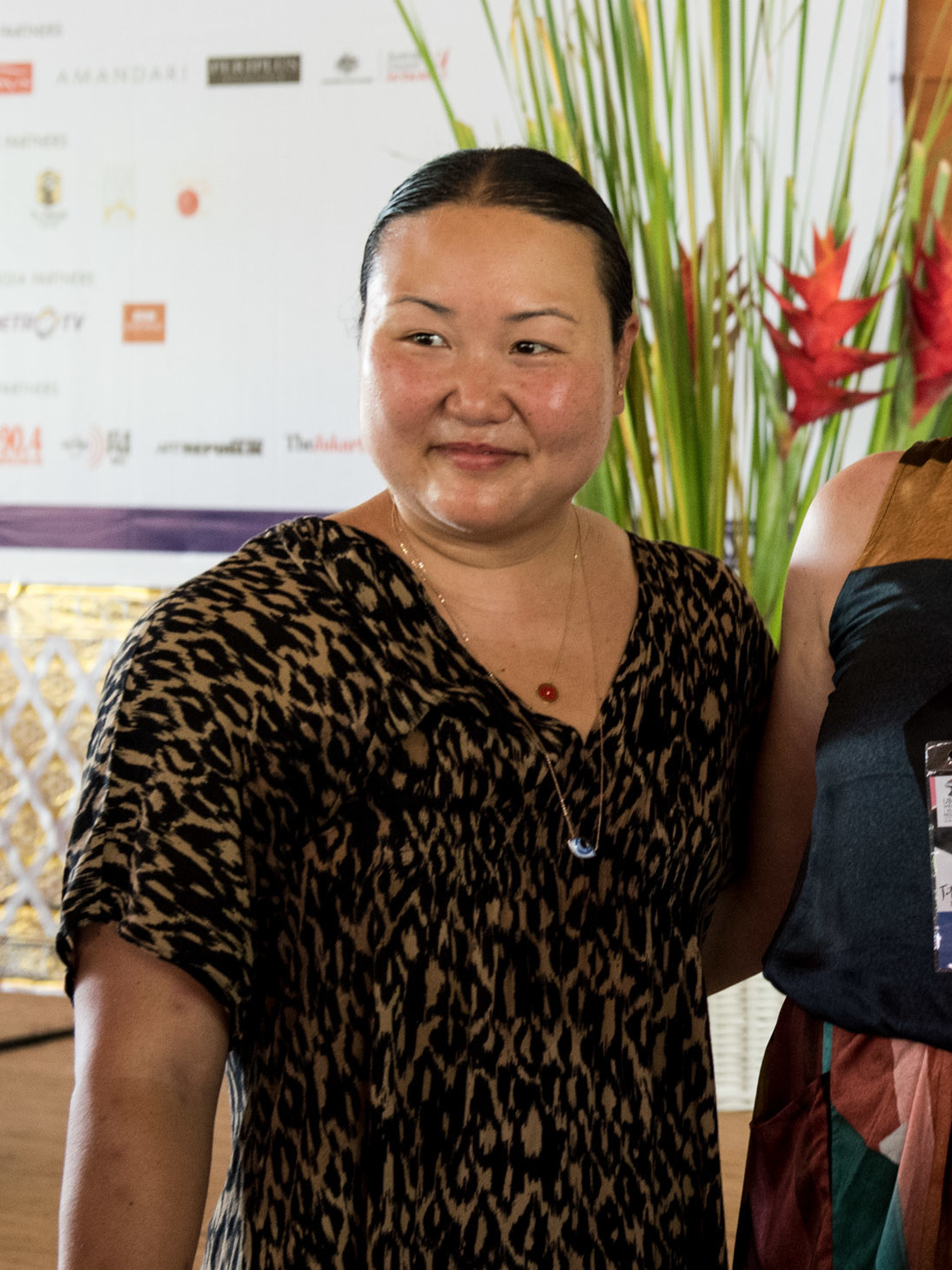
Hanya Yanagihara (* 1974)

- Yanagihara, Yoshitatsu (1910–2004), japanischer Bildhauer
- Yanagimachi, Kaiyō (* 2002), japanischer Fußballspieler
- Yanagimachi, Ryūzō (1928–2023), japanischer Fortpflanzungsbiologe
- Yanagimoto, Hiroshige (* 1972), japanischer Fußballspieler
- Yanagisawa, Atsushi (* 1977), japanischer Fußballspieler
- Yanagisawa, Jun (* 1987), japanischer Fußballspieler
- Yanagisawa, Kien (1703–1758), japanischer Maler
- Yanagisawa, Kō (* 1996), japanischer Fußballspieler
- Yanagisawa, Kōta (* 1982), japanischer Fußballspieler
- Yanagisawa, Masashi (* 1960), japanisch-amerikanischer Schlafforscher
- Yanagisawa, Masayuki (* 1979), japanischer Fußballspieler
- Yanagisawa, Yoshiyasu (1659–1714), japanischer Staatsmann
- Yanagishima, Katsumi (* 1950), japanischer Kameramann
- Yanagishita, Masaaki (* 1960), japanischer Fußballspieler
- Yanagita, Hiroki (* 2003), japanischer Sprinter
- Yanagita, Kunio (1875–1962), japanischer Ethnologe und Lyriker
- Yanagita, Miyuki (* 1981), japanische Fußballspielerin
- Yanagiwara, Byakuren (1885–1967), japanische Dichterin und Sozialaktivistin
- Yanagiya, Tatsuya (* 1964), japanischer Badmintonspieler
- Yanagizaki, Shōhei (* 1984), japanischer Fußballspieler
- Yanagizono, Ryōta (* 1996), japanischer Fußballspieler
- Yanai, Aiko (* 1975), japanische Sängerin
- Yanai, Masayuki (* 1959), japanischer Astronom
- Yanai, Shunji (* 1937), japanischer Jurist, Richter am Internationalen Seegerichtshof
- Yanai, Tadashi (* 1949), japanischer Unternehmer
- Yanai, Wakana, japanische Mangaka
- Yanai, Zvi (1935–2013), israelischer Schriftsteller
- Yanaihara, Tadao (1893–1961), japanischer Wirtschaftswissenschaftler
- Yanal, Ersun (* 1961), türkischer Fußballspieler und -trainer
- Yanar, Ali Emre (* 1998), türkischer Fußballtorhüter
- Yanar, Kaya (* 1973), deutscher Komiker und ModeratorKaya Yanar (* 1973)

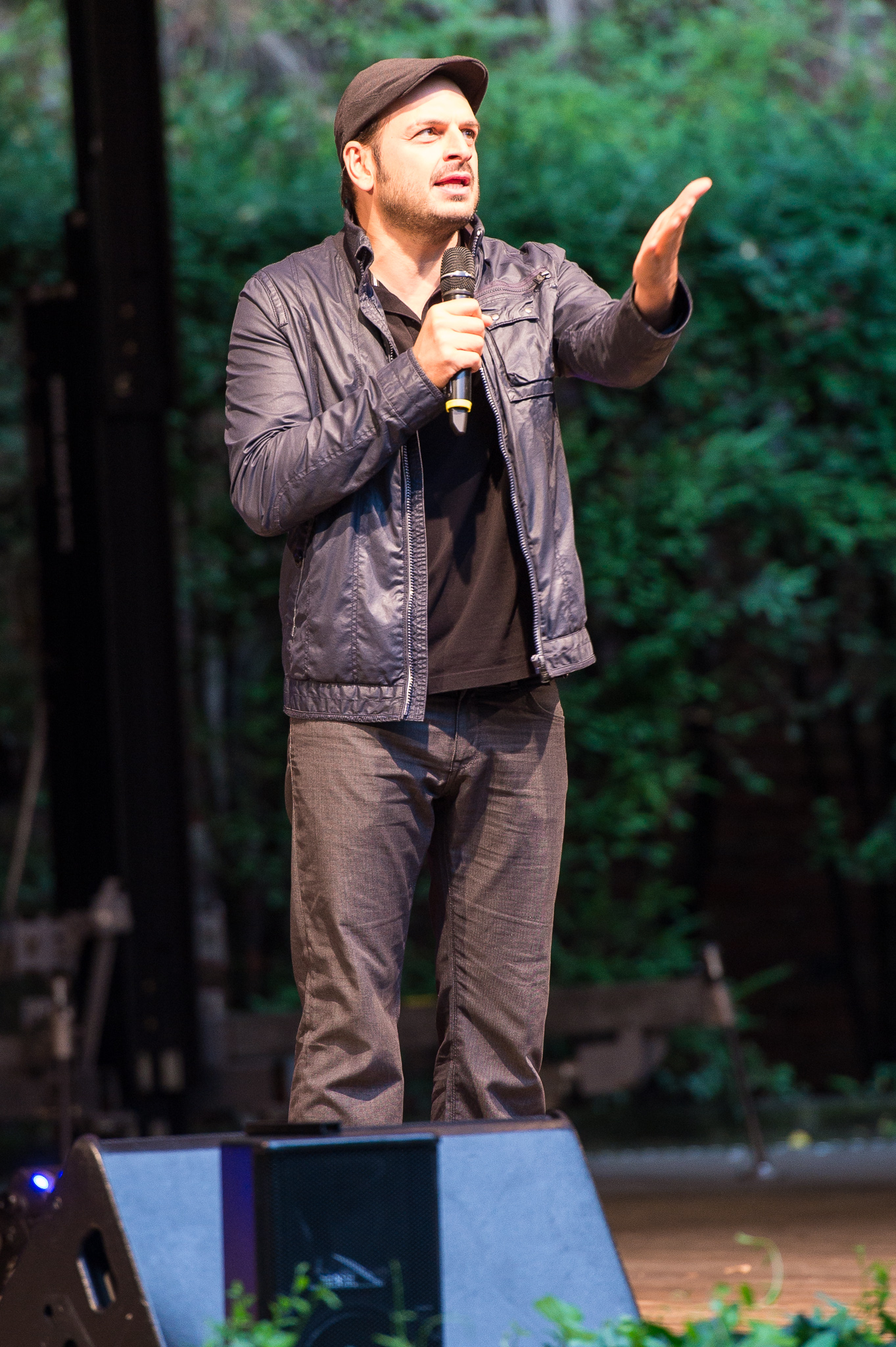
Kaya Yanar (* 1973)

- Yanardağ, Arzu (* 1977), türkische Schauspielerin und Model
- Yanase, Masamu (1900–1945), japanischer Manga-Zeichner und Karikaturist

### Yanc
- Yancey, Bartlett (1785–1828), US-amerikanischer Politiker
- Yancey, Bill (1933–2004), US-amerikanischer Jazz-Bassist
- Yancey, Estelle (1896–1986), US-amerikanische Bluessängerin
- Yancey, Jimmy (1898–1951), US-amerikanischer Blues- und Boogie Woogie-Pianist
- Yancey, Joel (1773–1838), US-amerikanischer Politiker
- Yancey, Philip (* 1949), US-amerikanischer Journalist, Redaktor, Publizist, Autor und Herausgeber von Christianity Today
- Yancey, Rick (* 1962), US-amerikanischer Schriftsteller
- Yancey, Tenisha (* 1976), US-amerikanische Politikerin (Demokraten), Mitglied des Repräsentantenhauses von Michigan
- Yancey, William Lowndes (1814–1863), US-amerikanischer Politiker und Jurist
- Yancy, Allen N. (1881–1941), liberianischer Politiker
- Yancy, George (* 1961), amerikanischer Philosoph
- Yancy, Richard (* 1979), deutscher American-Football-Spieler und -Trainer

### Yand
- Yanda, Marshal (* 1984), US-amerikanischer American-Football-Spieler
- Yandaş, Mert Hakan (* 1994), türkischer FußballspielerMert Hakan Yandaş (* 1994)

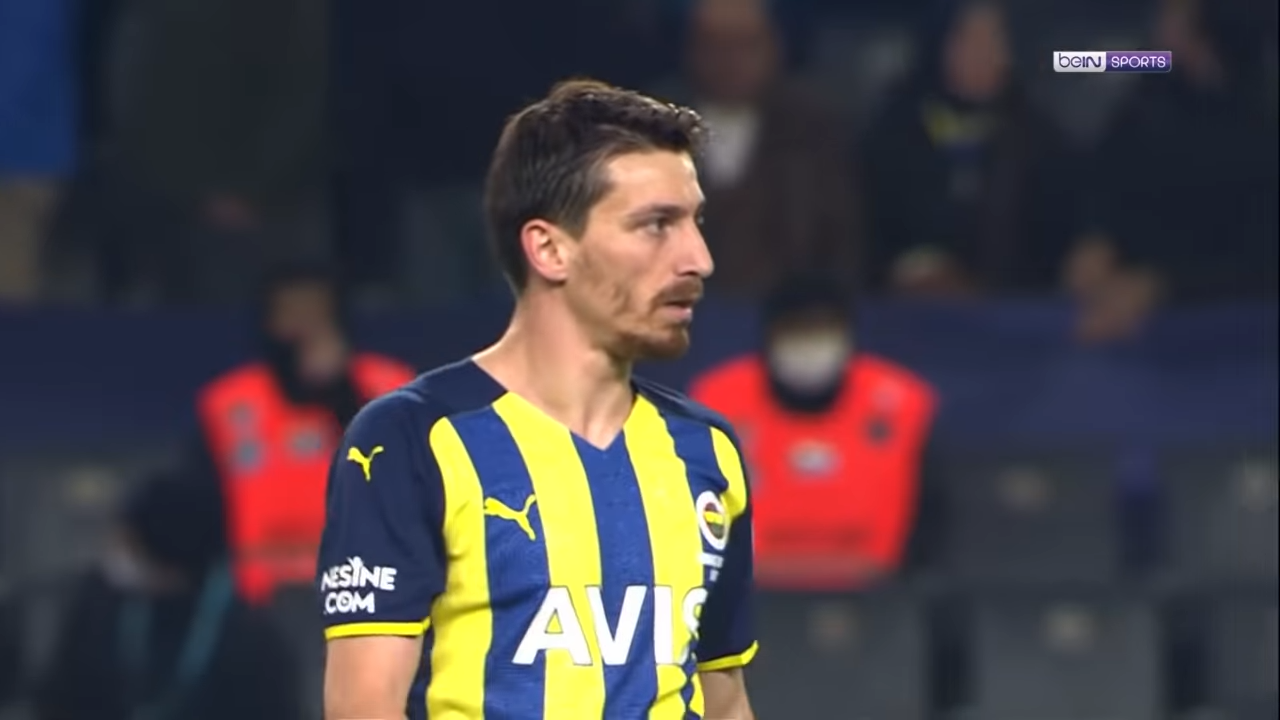
Mert Hakan Yandaş (* 1994)

- Yandel (* 1977), puerto-ricanischer Reggaeton-Musiker
- Yandell, Enid (1869–1934), US-amerikanische Bildhauerin
- yaNdemufayo, Mandume († 1917), namibischer traditioneller Führer
- Yandle, Bruce (* 1933), amerikanischer Wirtschaftswissenschaftler und Hochschullehrer
- Yandle, Keith (* 1986), US-amerikanischer Eishockeyspieler

### Yane
- Yanel, Lúcio (* 1946), argentinischer Gitarrist, Komponist und Schauspieler
- Yanes Álvarez, Elías (1928–2018), spanischer Geistlicher, römisch-katholischer Erzbischof von Saragossa
- Yanes, Agustín Díaz (* 1950), spanischer Regisseur und Drehbuchautor
- Yanés, Roberto (1932–2019), argentinischer Sänger
- Yanetani, Eri (* 1984), japanische Snowboarderin
- Yánez Calvachi, Skiper Bladimir (* 1972), ecuadorianischer Geistlicher, römisch-katholischer Bischof von Babahoyo
- Yáñez de la Almedina, Fernando, spanischer Maler der Renaissance
- Yáñez Neira, Damián (1916–2015), spanischer Trappist und Ordenshistoriker des Zisterzienserordens
- Yáñez, Agustín (1904–1980), mexikanischer Romancier, Essayist, Kurzgeschichtenschreiber und Politiker
- Yáñez, Bastián (* 2001), chilenischer Fußballspieler
- Yanez, Beverly (* 1988), US-amerikanische Fußballspielerin
- Yáñez, Damián (* 1972), argentinischer Fußballspieler
- Yáñez, Daniel (* 2007), spanischer Fußballspieler
- Yanez, Diego (* 1958), Schweizer Journalist
- Yáñez, Eduardo (* 1960), mexikanisch-US-amerikanischer SchauspielerEduardo Yáñez (* 1960)

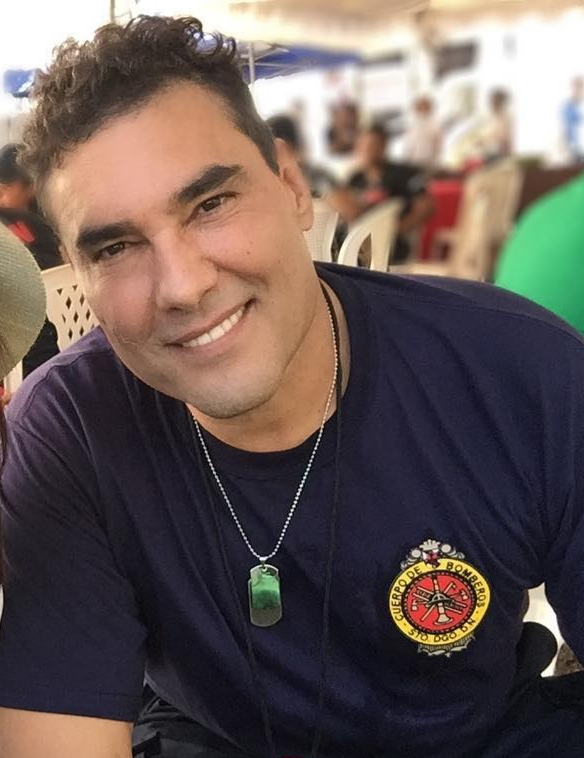
Eduardo Yáñez (* 1960)

- Yáñez, Emanuel (* 1985), uruguayischer Straßenradrennfahrer
- Yáñez, Enrique (1908–1990), mexikanischer Architekt
- Yáñez, Eure (* 1993), venezolanischer Hochspringer
- Yáñez, Felipe (* 2004), chilenischer Fußballspieler
- Yánez, Jesús (1917–2000), kubanischer Oppositioneller und Menschenrechtler
- Yáñez, Luis (* 1988), US-amerikanischer Boxer
- Yáñez, María-Paz (1944–2025), schweizerisch-spanische Hispanistin
- Yáñez, Mario (* 1993), mexikanischer Squashspieler
- Yáñez, Mirta (* 1947), kubanische Schriftstellerin
- Yáñez, Patricio (* 1961), chilenischer Fußballspieler
- Yáñez, Renzo (* 1980), chilenischer Fußballspieler
- Yáñez, Roberto (* 1974), deutsch-chilenischer Maler, Dichter und Songwriter
- Yáñez, Rubén (1929–2015), uruguayischer Theaterregisseur, Schauspieler und Dozent
- Yáñez, Rubén (* 1993), spanischer Fußballspieler
- Yáñez-Barnuevo García, Luis (* 1943), spanischer Arzt und Politiker (PSOE), MdEP

### Yang
- Yang Baibing (1920–2013), chinesischer Politiker und General (Volksrepublik China)
- Yang Ching-shun (1978–2023), taiwanischer Poolbillardspieler
- Yang Fan (* 1987), chinesischer Gewichtheber
- Yang Fuqing (* 1932), chinesische Mathematikerin, Informatikerin und Hochschullehrerin
- Yang Huaiqing (1939–2012), chinesischer Admiral
- Yang Lei (* 1977), deutscher Tischtennisspieler
- Yang Lian (* 1955), chinesisch-neuseeländischer Dichter
- Yang Shangkun (1907–1998), chinesischer Politiker, Präsident der VR China
- Yang Shaobin (* 1963), chinesischer Künstler
- Yang Sheng (* 1867), chinesischer Diplomat
- Yang Wangsun, daoistischer und atheistischer Philosoph
- Yang Xiao (* 1964), chinesische Ruderin
- Yang Xiaodu (* 1953), chinesischer Politiker in der Volksrepublik China
- Yang Xiuli (* 1983), chinesische Judoka
- Yang Yongqiang, Joseph (* 1970), chinesischer Geistlicher, römisch-katholischer Bischof von Hangzhou
- Yang Zhu, chinesischer Philosoph
- Yang Zili (* 1971), chinesischer Journalist
- Yang, Andrew (* 1975), US-amerikanischer UnternehmerAndrew Yang (* 1975)

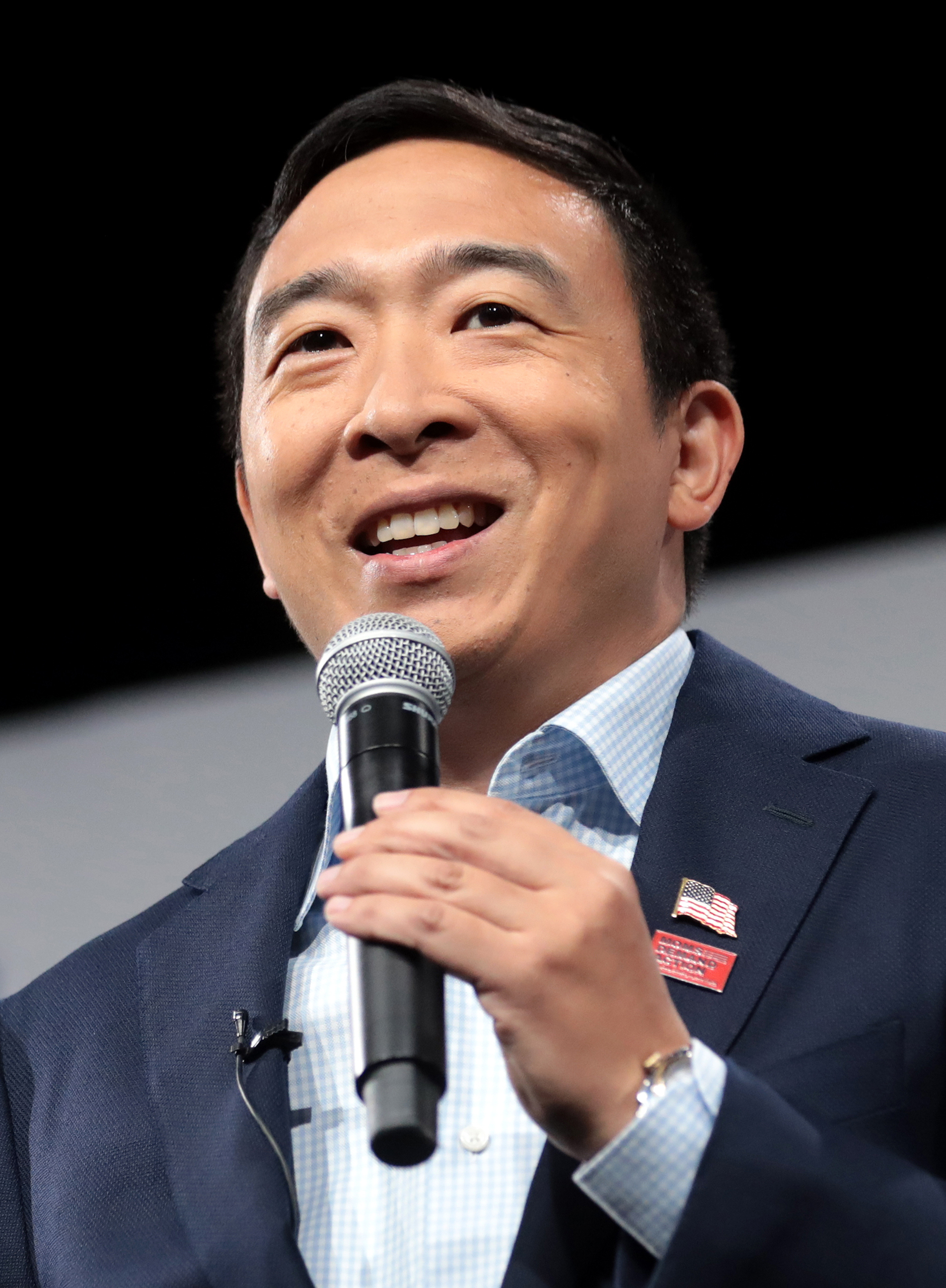
Andrew Yang (* 1975)

- Yang, Aska (* 1978), taiwanischer Sänger
- Yang, Binyu (* 2002), chinesische Eisschnellläuferin
- Yang, Bowen (* 1990), US-amerikanischer Komiker und Schauspieler
- Yang, Brian (* 2001), kanadischer Badmintonspieler
- Yang, Chang-hsing (* 1991), taiwanischer Eishockeyspieler
- Yang, Chaoguan (1710–1788), chinesischer Politiker und Opernautor
- Yang, Chen (* 1974), chinesischer Fußballspieler
- Yang, Chen Ning (* 1922), chinesisch-amerikanischer Physiker und Träger des Nobelpreises für PhysikChen Ning Yang (* 1922)

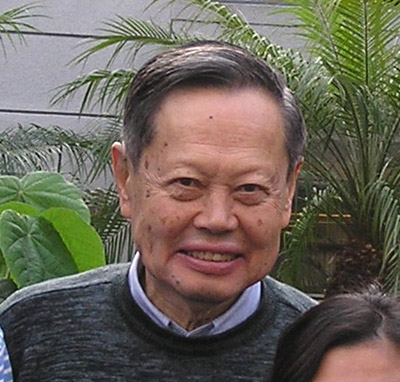
Chen Ning Yang (* 1922)

- Yang, Chengfu (1883–1936), chinesischer Vertreter der „weichen“ Kampfkunst des Yang-Stils im Taijiquan
- Yang, Chia-chen (* 1984), taiwanische Badmintonspielerin
- Yang, Chia-hsien (* 1986), taiwanische Tennisspielerin
- Yang, Chih-hsun (* 1991), taiwanischer Badmintonspieler
- Yang, Chin-yi (* 1981), chinesischer Gewichtheber
- Yang, Chuan-kwang (1933–2007), taiwanischer Zehnkämpfer
- Yang, Chuantang (* 1954), chinesischer Politiker (Volksrepublik China), Verkehrsminister
- Yang, Chun-han (* 1997), taiwanischer Sprinter
- Yang, Chung-Tao (1923–2005), chinesisch-US-amerikanischer Mathematiker
- Yang, Chunlin (* 1954), chinesischer Menschenrechtsaktivist und Dissident
- Yang, Dezhi (1911–1994), chinesischer Politiker und General
- Yang, Dongliang (* 1954), chinesischer Politiker
- Yang, Edward (1947–2007), chinesischer Regisseur und Drehbuchautor
- Yang, Ermin (* 1964), chinesischer Maler und Hochschullehrer
- Yang, Fangxu (* 1994), chinesische Volleyballspielerin
- Yang, Fen (* 1982), kongolesische Tischtennisspielerin
- Yang, Feng, Kavallerieoffizier der späteren Han-Dynastie
- Yang, Fengxia (* 1989), chinesische Marathonläuferin
- Yang, Fudong (* 1971), chinesischer Fotograf, Installations- und Videokünstler
- Yang, Gene Luen (* 1973), US-amerikanischer Comicautor
- Yang, Gladys (1919–1999), britische Übersetzerin chinesischer Literatur
- Yang, Guang (* 1984), chinesischer Skispringer
- Yang, Gui-ja (* 1955), südkoreanische Schriftstellerin
- Yang, Guifei (719–756), chinesische Konkubine des Kaisers XuanzongYang Guifei (719–756)

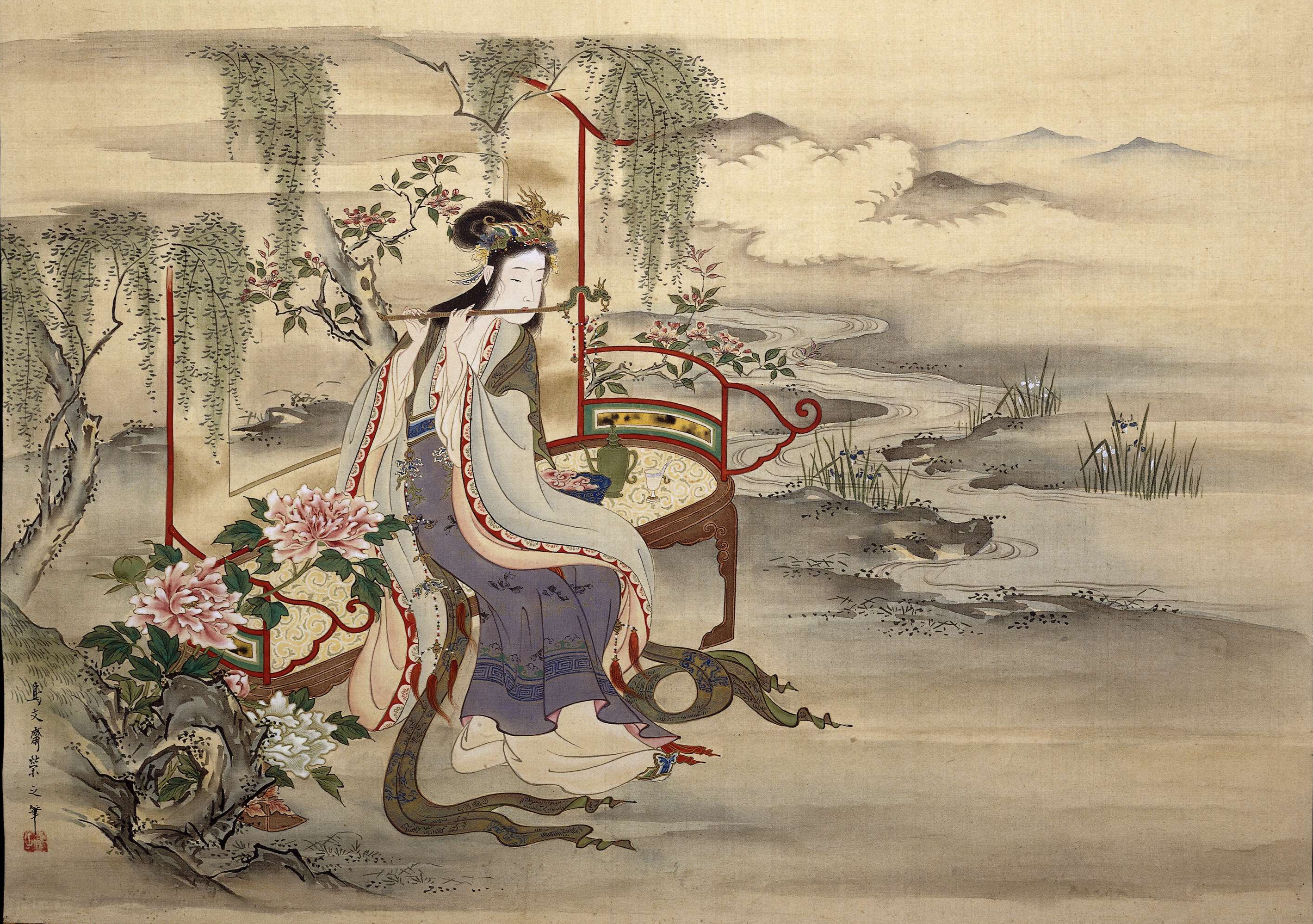
Yang Guifei (719–756)

- Yang, Ha-eun (* 1994), südkoreanische Tischtennisspielerin
- Yang, Haegue (* 1971), südkoreanische Objektkünstlerin
- Yang, Hak-seon (* 1992), südkoreanischer Turner
- Yang, Han-been (* 1991), südkoreanischer Fußballspieler
- Yang, Hao (* 1980), chinesische Volleyballspielerin
- Yang, Hao (* 1998), chinesischer Wasserspringer
- Yang, Haoran (* 1996), chinesischer Sportschütze
- Yang, Hong (* 1963), chinesischer Nachrichtentechnik-Ingenieur
- Yang, Hu (221–278), General der Jin-Dynastie
- Yang, Hui, chinesischer Mathematiker
- Yang, Huiyan (* 1981), chinesische Börsenspekulantin
- Yang, Huiyu (214–278), Kaiserinmutter der Jin-Dynastie
- Yang, Huizhen (* 1992), chinesische Leichtathletin
- Yang, Hye-ji (* 1996), südkoreanische Schauspielerin
- Yang, Hyong-sop (1925–2022), nordkoreanischer Politiker
- Yang, Hyun-jun (* 2002), südkoreanischer Fußballspieler
- Yang, Hyun-min (* 1979), südkoreanischer Naturbahnrodler
- Yang, Hyun-mo (* 1971), südkoreanischer Ringer
- Yang, Hyun-suk (* 1969), südkoreanischer Sänger, Musikproduzent und Gründer von YG Entertainment
- Yang, Jeong Lim, südkoreanische Jazzmusikerin (Kontrabass)
- Yang, Jerry (* 1968), US-amerikanischer Pokerspieler
- Yang, Jerry (* 1968), US-amerikanischer Unternehmer, Mitbegründer und Vorstand des Internetverzeichnisses Yahoo!Jerry Yang (* 1968)

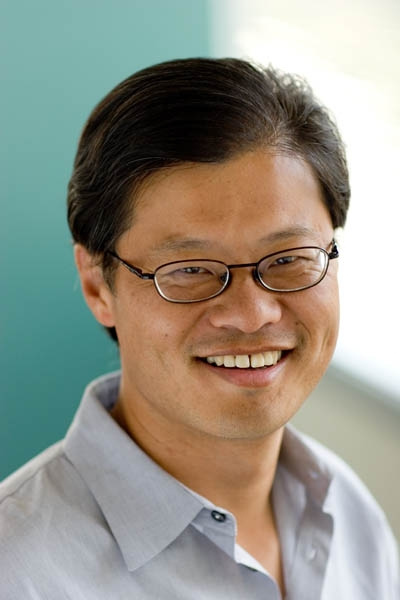
Jerry Yang (* 1968)

- Yang, Ji-in (* 2003), südkoreanische Sportschützin
- Yang, Jia (1980–2008), angeblicher chinesischer Mörder
- Yang, Jian (* 1994), chinesischer Wasserspringer
- Yang, Jiang (1911–2016), chinesische Schriftstellerin und Übersetzerin
- Yang, Jianli (* 1963), chinesischer Dissident
- Yang, Jiayu (* 1996), chinesische Leichtathletin
- Yang, Jie (* 1970), chinesische Ethnologin
- Yang, Jiechang (* 1956), chinesischer Künstler
- Yang, Jiechi (* 1950), chinesischer Politiker, Diplomat und Außenminister der Volksrepublik China (2007 bis 2013)
- Yang, Jimmy O. (* 1987), chinesisch-US-amerikanischer Schauspieler, Comedian und BuchautorJimmy O. Yang (* 1987)

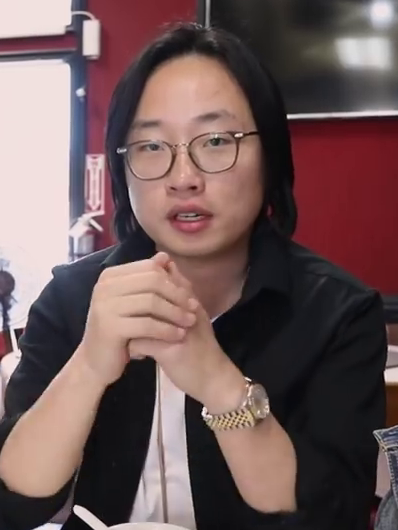
Jimmy O. Yang (* 1987)

- Yang, Jin-mo, südkoreanischer Filmeditor
- Yang, Jinghui (* 1983), chinesischer Wasserspringer
- Yang, Jingnian (1908–2016), chinesischer Wirtschaftswissenschaftler
- Yang, Jisheng (* 1940), chinesischer Journalist
- Yang, John Baptist Xiaoting (* 1964), chinesischer Geistlicher, Bischof in Yan’an
- Yang, John Shudao (1919–2010), chinesischer Geistlicher der römisch-katholischen Kirche und Erzbischof von Fuzhou
- Yang, Jun-ah (* 1989), südkoreanischer Fußballspieler
- Yang, Jung-mo (* 1953), südkoreanischer Ringer
- Yang, Junxuan (* 2002), chinesische Schwimmerin
- Yang, Kaihui (1901–1930), chinesische Politikergattin, Ehefrau von Mao Zedong
- Yang, Kyong-il (* 1987), nordkoreanischer Ringer
- Yang, Kyoungjong (1920–1992), koreanischer Soldat, der im Zweiten Weltkrieg in der Kaiserlich Japanischen Armee, in der Roten Armee und in der Wehrmacht diente
- Yang, Lei (* 1984), chinesische Sängerin und Schauspielerin
- Yang, Lei (* 1995), chinesischer Sprinter
- Yang, Li (* 1991), chinesische Fußballspielerin
- Yang, Li Lian (* 1993), malaysische Badmintonspielerin
- Yang, Lina (* 1994), chinesische Fußballspielerin
- Yang, Ling (* 1972), chinesischer Sportschütze
- Yang, Liu (* 1992), chinesische Boxerin
- Yang, Liujing (* 1998), chinesische Leichtathletin
- Yang, Liwei (* 1965), chinesischer Raumfahrer, erster TaikonautYang Liwei (* 1965)

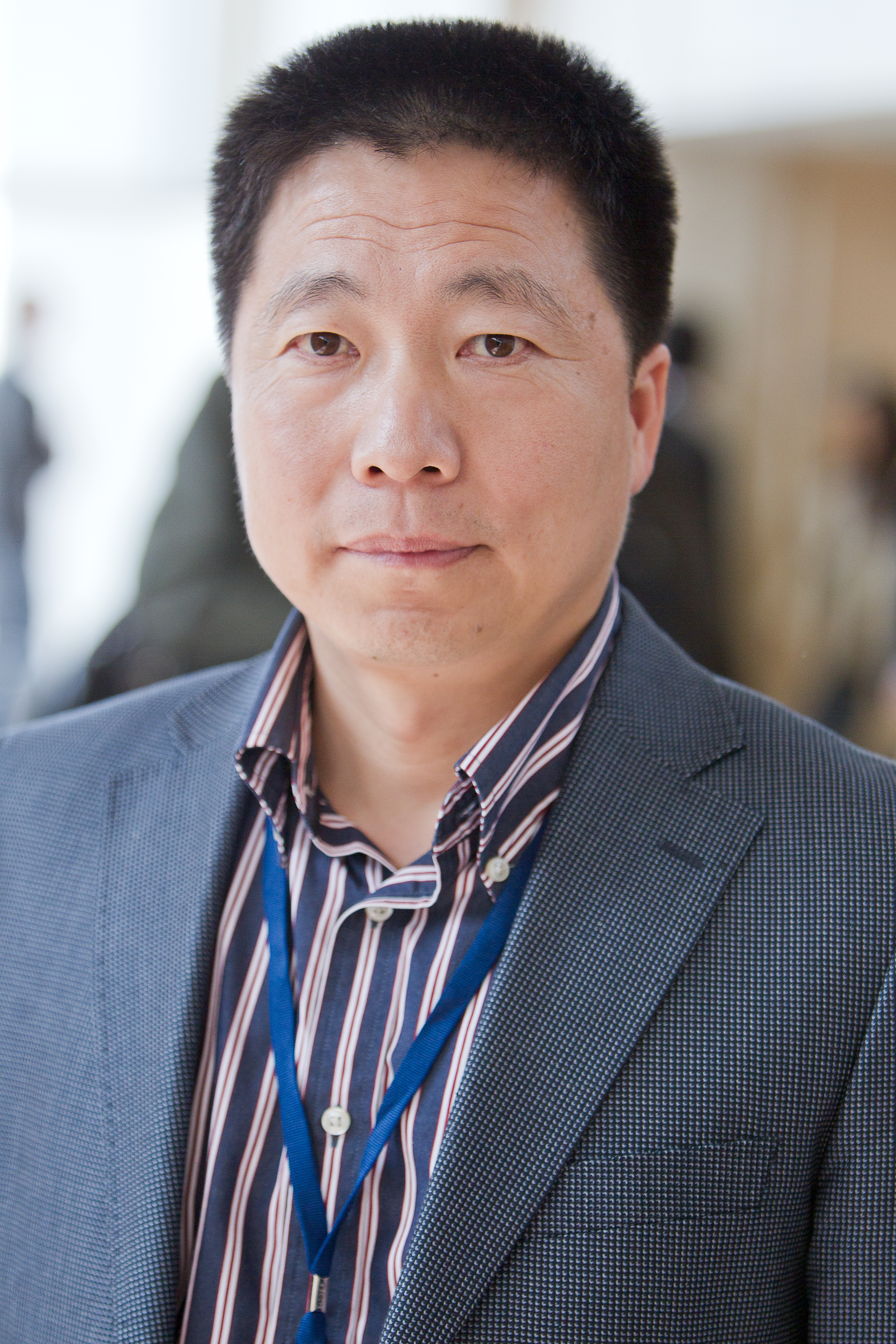
Yang Liwei (* 1965)

- Yang, Longxiao (* 2002), chinesischer Freestyle-Skisportler
- Yang, Luchan (1799–1872), Gründer des Yang-Stils des Taijiquan
- Yang, Lung-hsiang (* 1996), taiwanischer Sprinter
- Yang, Mi (* 1986), chinesische Schauspielerin und Sängerin
- Yang, Min (* 1963), italienischer Tischtennisspieler chinesischer Abstammung
- Yang, Min-hyeok (* 2006), südkoreanischer Fußballspieler
- Yang, Ming (* 1974), chinesischer Badmintonspieler
- Yang, Mingxi (* 1993), chinesischer Eishockeyspieler
- Yang, Mingyuan (* 1999), chinesischer Tennisspieler
- Yang, Olive (1927–2017), chinesische Drogenhändlerin und Kriegsherrin
- Yang, Pati (* 1980), polnische Sängerin
- Yang, Paul C (* 1947), chinesisch-US-amerikanischer Mathematiker
- Yang, Pedro (* 1976), guatemaltekischer Badmintonspieler
- Yang, Peidong (* 1971), chinesischer Chemiker und Materialwissenschaftler
- Yang, Philémon (* 1947), kamerunischer Politiker, Premierminister von KamerunPhilémon Yang (* 1947)

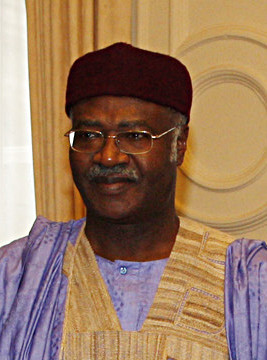
Philémon Yang (* 1947)

- Yang, Po-han (* 1994), taiwanischer Badmintonspieler
- Yang, Pu (* 1978), chinesischer Fußballspieler
- Yang, Qi (* 1952), chinesischer Maler
- Yang, Qi (* 1991), chinesische Hürdenläuferin
- Yang, Qian (* 2000), chinesische Sportschützin
- Yang, Qianyu (* 1993), chinesische Radsportlerin (Hongkong)
- Yang, Quan, chinesischer Philosoph und Atheist
- Yang, Quan (* 1986), chinesischer Stabhochspringer
- Yang, Quyun (1861–1901), chinesischer Revolutionär
- Yang, Rachel (* 1982), singapurische Stabhochspringerin
- Yang, Rainie (* 1984), taiwanische Sängerin, Schauspielerin und Talkshow-Gastgeberin
- Yang, Ricky (* 1972), indonesischer Poolbillardspieler
- Yang, Rong-hwa (1942–2005), taiwanischer Radrennfahrer
- Yang, Ruby, sinoamerikanische Filmeditorin, Filmregisseurin und Filmproduzentin
- Yang, Rudai (1926–2018), chinesischer Politiker (Volksrepublik China)
- Yang, Senlian (* 1990), chinesische Ringerin
- Yang, Seok-il (1936–2024), japanischer Schriftsteller koreanischer Abstammung
- Yang, Seung-jo (* 1959), südkoreanischer Politiker
- Yang, Seung-kook (* 1944), nordkoreanischer Fußballspieler
- Yang, Shaohui (* 1992), chinesischer Leichtathlet
- Yang, Shaoqi (* 1976), chinesische Degenfechterin
- Yang, Shih-jeng (* 1965), taiwanischer Badmintonspieler (Republik China)
- Yang, Shin-young (* 1990), südkoreanische Shorttrackerin
- Yang, Shong Lue (1929–1971), vietnamesischer Schrifterfinder
- Yang, Shou-chung (1910–1985), chinesischer Großmeister in Yang-Stil des Taijiquan
- Yang, Shu-chun (* 1985), taiwanische Taekwondoin
- Yang, Shuchao (* 1982), chinesischer eSportler
- Yang, Shuo (1913–1968), chinesischer Lyriker und Essayist
- Yang, Shuqing (* 1996), chinesische Geherin
- Yang, Sinn (* 1982), deutsche Geigerin
- Yang, Song (* 1965), australische Badmintonspielerin
- Yang, Stephen Xiangtai (1923–2021), chinesischer Geistlicher, römisch-katholischer Bischof von Daming
- Yang, Sukyun (* 1966), südkoreanischer Maler und Multimediakünstler
- Yang, Tae-young (* 1980), südkoreanischer Turner
- Yang, Tianwa (* 1987), chinesische GeigerinTianwa Yang (* 1987)

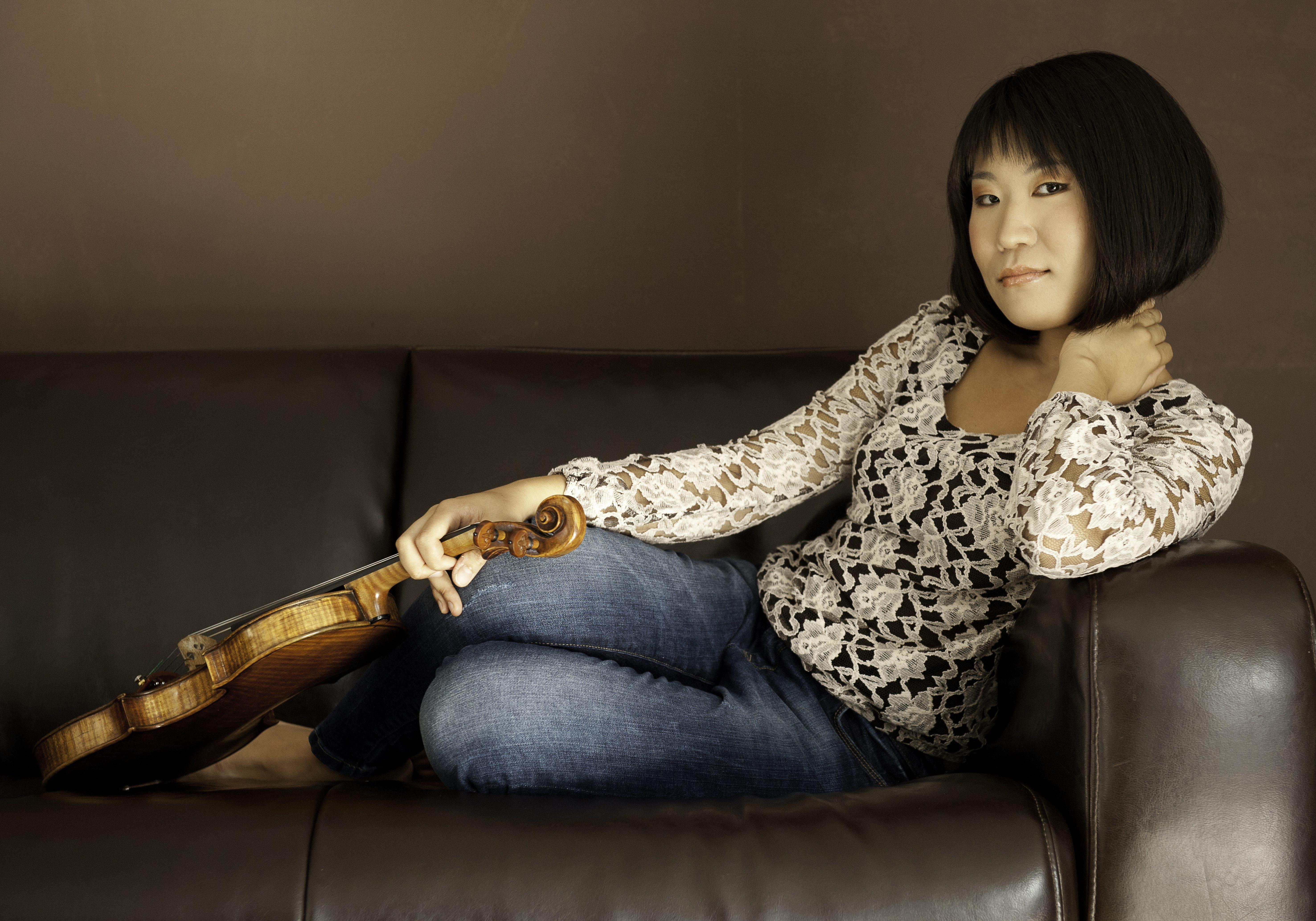
Tianwa Yang (* 1987)

- Yang, Timothy (* 1942), taiwanischer Politiker
- Yang, Tsung-hua (* 1991), taiwanischer Tennisspieler
- Yang, Vivian (* 2005), neuseeländische Tennisspielerin
- Yang, Wei (* 1960), chinesischer Pipaspieler
- Yang, Wei (* 1979), chinesische Badmintonspielerin
- Yang, Wei (* 1980), chinesischer Kunstturner und Mitglied der chinesischen Nationalmannschaft
- Yang, Wei-ting (* 1994), taiwanischer Hürdenläufer
- Yang, Welly, US-amerikanischer Schauspieler, Dramatiker und Sänger taiwanisch-chinesischer Abstammung
- Yang, Wen-Sinn (* 1965), Schweizer Violoncellist und Hochschullehrer
- Yang, Wenhui (1837–1911), chinesischer Buddhist, Erzieher, Reformer, Autor und Verleger
- Yang, Wenjun (* 1983), chinesischer Kanute
- Yang, Wenyi (* 1972), chinesische Schwimmerin
- Yang, William (* 1998), australischer Schwimmer
- Yang, Xiangzhong (1959–2009), US-amerikanischer Stammzellenforscher
- Yang, Xianyi (1915–2009), chinesischer Übersetzer
- Yang, Xiaojun (* 1963), chinesische Volleyballspielerin und -trainerin
- Yang, Xiaolei (* 2000), chinesische Bogenschützin
- Yang, Xiaoxin (* 1988), chinesisch-monegassische Tischtennisspielerin
- Yang, Xifan (* 1988), chinesische Journalistin und Buchautorin
- Yang, Xinfang, chinesische Badmintonspielerin
- Yang, Xinhai (1968–2004), chinesischer Serienmörder
- Yang, Xiong (53 v. Chr.–18), chinesischer Philosoph und Dichter
- Yang, Xiufeng (1897–1983), chinesischer Jurist, Präsident des chinesischen Volksgerichtshofes
- Yang, Xiuqing (1820–1856), Anführer des Taiping-Aufstands
- Yang, Xu (* 1987), chinesischer Fußballspieler
- Yang, Xuanzhi, chinesischer Prosaautor und Übersetzer von Texten des Mahayana-Buddhismus ins Chinesische
- Yang, Xuefei (* 1977), chinesische klassische Gitarristin
- Yang, Ya-yi (* 2004), taiwanische Tennisspielerin
- Yang, Yan (727–781), Kanzler des Kaiserreichs China
- Yang, Yanbo (* 1990), chinesische Diskuswerferin
- Yang, Yang (* 1963), chinesischer Badmintonspieler
- Yang, Yang (* 1976), chinesische Shorttrack-Eisschnellläuferin
- Yang, Yang (* 1977), chinesische Shorttrack-Eisschnellläuferin
- Yang, Yang (* 1991), chinesischer Sprinter
- Yang, Yansheng (* 1988), chinesischer Stabhochspringer
- Yang, Yeon-soo (* 1991), südkoreanische Squashspielerin
- Yang, Yi (* 1964), japanisch-chinesische Schriftstellerin
- Yang, Yi (* 1988), chinesische Tennisspielerin
- Yang, Yidi (* 1999), chinesische Tennisspielerin
- Yang, Yilin (* 1992), chinesische Turnerin
- Yang, Ying, chinesische Tischtennisspielerin
- Yang, Ying (* 1977), chinesische Tischtennisspielerin
- Yang, Yinliu (1899–1984), chinesischer Musikforscher
- Yang, Yong-eun (* 1972), südkoreanischer Golfer
- Yang, Young-ja (* 1964), südkoreanische Tischtennisspielerin
- Yang, Younhee (* 1977), koreanische Künstlerin
- Yang, Youxin (* 1963), chinesische Wissenschaftlerin, Drehbuchautorin, Filmregisseurin und Malerin
- Yang, Yu (* 1985), chinesische Freistilschwimmerin
- Yang, Yu (* 1991), chinesische Freestyle-Skisportlerin
- Yang, Yuan (* 1990), britische Journalistin und Politikerin
- Yang, Yuanqing (* 1964), chinesischer Manager und Aufsichtsratsvorsitzender von Lenovo Group LimitedYang Yuanqing (* 1964)

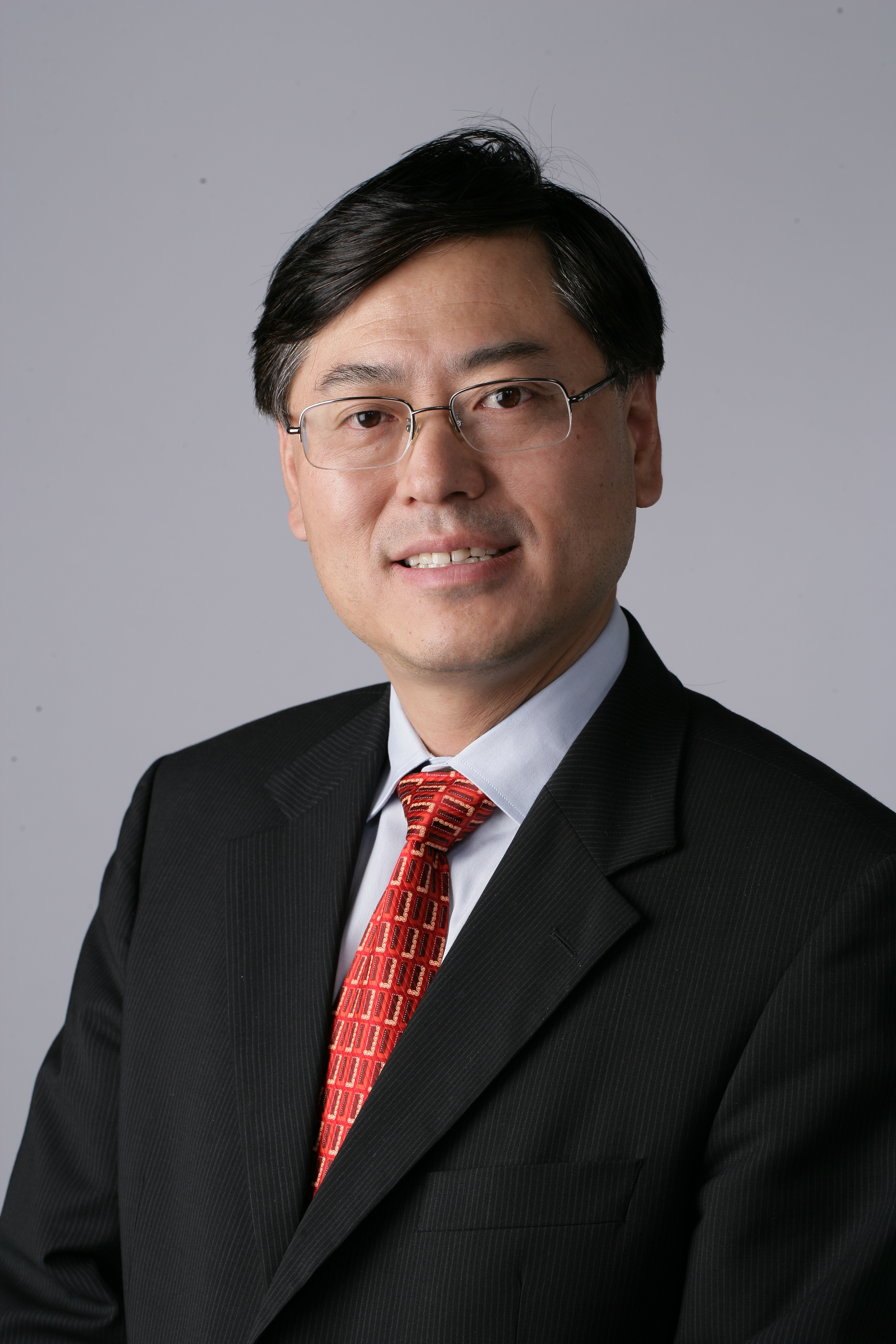
Yang Yuanqing (* 1964)

- Yang, Yue (* 1969), chinesische Germanistin, Übersetzerin, Schriftstellerin und Managerin
- Yang, Yuen Po (* 1943), taiwanischer Biologe und Hochschullehrer
- Yang, Yung-wei (* 1997), taiwanischer Judoka
- Yang, Zhaoxuan (* 1995), chinesische Tennisspielerin
- Yang, Zhenzong (* 1968), chinesischer Fotokünstler
- Yang, Zhi (* 1983), chinesischer Fußballspieler
- Yang, Zhongjian (1897–1979), chinesischer Paläontologe
- Yang, Zi (* 1984), singapurischer Tischtennisspieler
- Yang, Zi (* 1993), chinesische Tennisspielerin
- Yang, Zi-Jun (* 1990), chinesische Tennisspielerin (Hongkong)
- Yang-Močnik, Franz (* 1951), österreichischer Künstler
- Yanga, Danny (* 1983), niederländischer Sänger, Schauspieler, Moderator und Model
- Yanga-Mbiwa, Mapou (* 1989), französisch-zentralafrikanischer Fußballspieler
- Yangchen, Soname (* 1973), britische Sängerin tibetischer Herkunft
- Yangco, Teodoro R. (1861–1939), philippinischer Politiker
- Yangdon, Tshering (* 1959), Königinmutter von BhutanTshering Yangdon (* 1959)

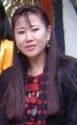
Tshering Yangdon (* 1959)

- Yangel, Alexandra (* 1992), russische Geigerin und Opernsängerin (Mezzosopran)
- Yanggönpa Gyeltshen Pel (* 1213), Meister der Drugpa-Kagyü-Schule des tibetischen Buddhismus, Gründer der Yang dgon Bka’ brgyud pa, eines Zweiges der Oberen Drugpa-Tradition der Duggpa-Kagyü-Schule
- Yanghat, Alphonse (1957–2018), kongolesischer Leichtathlet
- Yangın, Hatice Kübra (* 1989), türkische Taekwondoin
- Yangki, Dorji, buthanesische Architektin
- Yangnyung (1394–1462), koreanischer Prinz, Dichter, Maler und Schriftsteller während der Joseon-Dynastie
- Yango, Alejandro (1917–1999), philippinischer Diplomat
- Yango, Jeannette (* 1993), kamerunische Fußballspielerin
- Yanguas Sanz, José María (* 1947), spanischer Geistlicher, römisch-katholischer Bischof von Cuenca
- Yanguas, Antonio de (1682–1753), spanischer Komponist
- Yanguas, Miguel (* 2002), spanischer Padelspieler
- Yangüela, Martín (* 1962), argentinischer Rugbyspieler

### Yani
- Yani, Michael (* 1980), US-amerikanischer Tennisspieler
- Yanık, Derya (* 1972), türkische Politikerin und Juristin
- Yanık, Erol (* 1944), türkischer Fußballspieler
- Yanık, Lale (* 1972), türkisch-deutsche Theaterschauspielerin und Darstellerin in Film und Fernsehen
- Yanık, Serkan (* 1987), türkisch-französischer Fußballspieler
- Yanikian, Kurken (1895–1987), US-amerikanischer Autor und Ingenieur
- Yanılmaz, Bahar (* 1980), türkische Schauspielerin
- Yanilov, Eyal (* 1959), israelischer Selbstverteidigungsausbilder und Kampfsporttrainer
- Yanin Vismitananda (* 1984), thailändische Schauspielerin
- Yanin Wisitwarapron (* 2000), thailändische Tennisspielerin
- Yanıt, Nevin (* 1986), türkische Hürdenläuferin
- Yaniv, Ori (* 1982), israelischer Schauspieler

### Yank
- Yankaya, Özgür (* 1978), türkischer Fußballschiedsrichter
- Yankevich, Leo (1961–2018), US-amerikanischer Dichter und Herausgeber
- Yankey, Diana (* 1967), ghanaische Leichtathletin
- Yankey, Rachel (* 1979), englische Fußballspielerin
- Yankı, Safiye (1950–2013), türkische Schauspielerin
- Yankı, Semiha (* 1958), türkische Sängerin und Vertreterin der Türkei beim Eurovision Song Contest 1975
- Yankovic, Weird Al (* 1959), US-amerikanischer MusikerWeird Al Yankovic (* 1959)

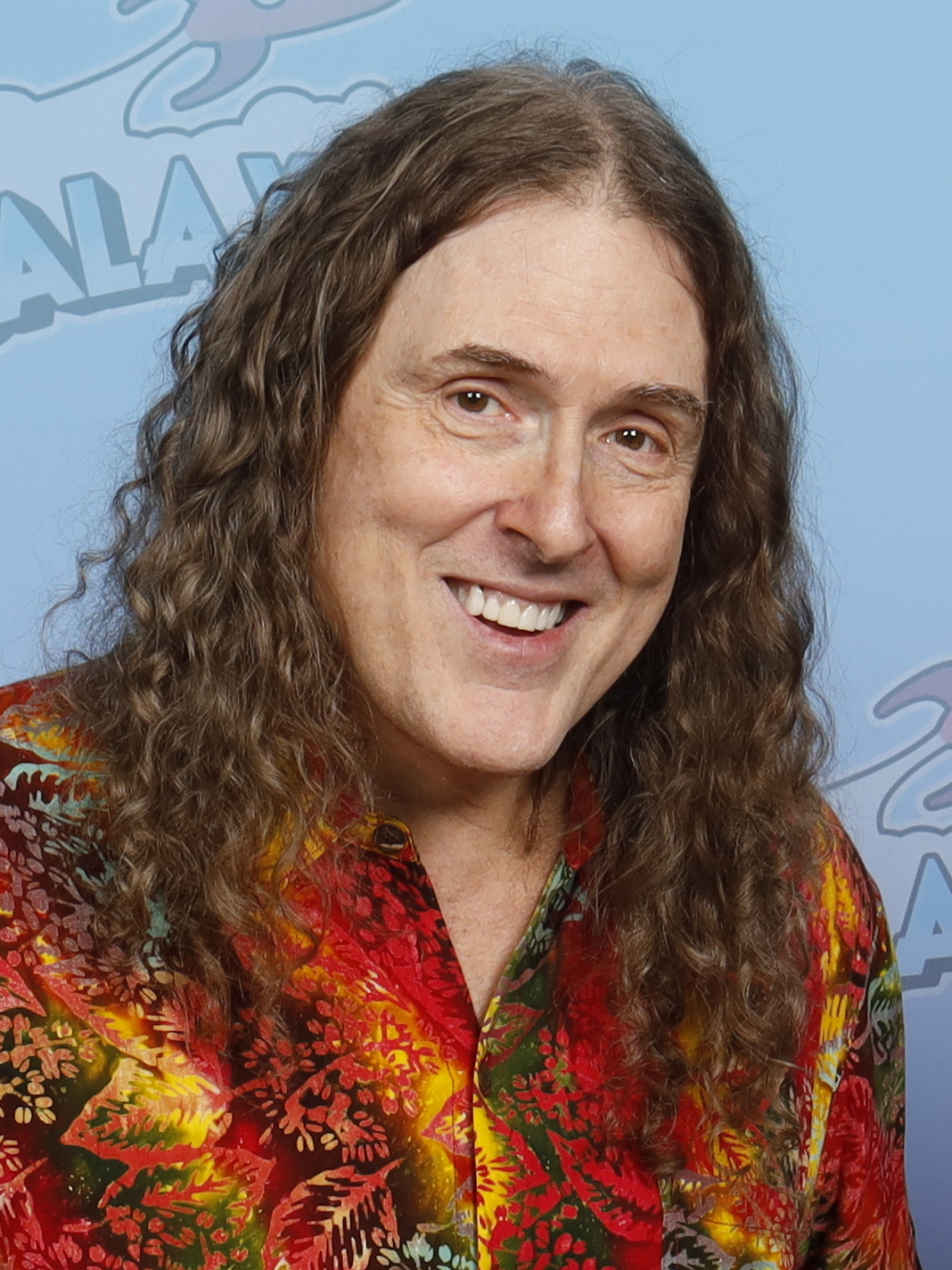
Weird Al Yankovic (* 1959)

- Yankovich, Duda (* 1976), brasilianische Boxerin im Weltergewicht
- Yankurije, Marthe (* 1994), ruandische Langstreckenläuferin

### Yanl
- Yanlı, Coşkun (* 1955), türkischer Fußballtrainer

### Yann
- Yann (* 1954), französischer Comicautor
- Yannai, Michal (* 1972), israelische Fernsehmoderatorin und Schauspielerin
- Yannakakis, Mihalis (* 1953), griechischer Informatiker
- Yannakoudakis, Marina (* 1956), britische Politikerin (Conservative Party), MdEP
- Yannaras, Christos (1935–2024), griechischer Philosoph und Theologe
- Yannarit Sukcharoen (* 1998), thailändischer Fußballspieler
- Yannasit Sukchareon (* 1998), thailändischer Fußballspieler
- Yannatou, Savina (* 1959), griechische Sängerin und Komponistin
- Yannay, Yehuda (1937–2023), israelischer Komponist
- Yanne, Jean (1933–2003), französischer Schauspieler, Regisseur und Drehbuchautor
- Yannes, Robert (* 1957), US-amerikanischer Ingenieur
- Yanni (* 1954), griechischer Komponist, Pianist und KeyboarderYanni (* 1954)

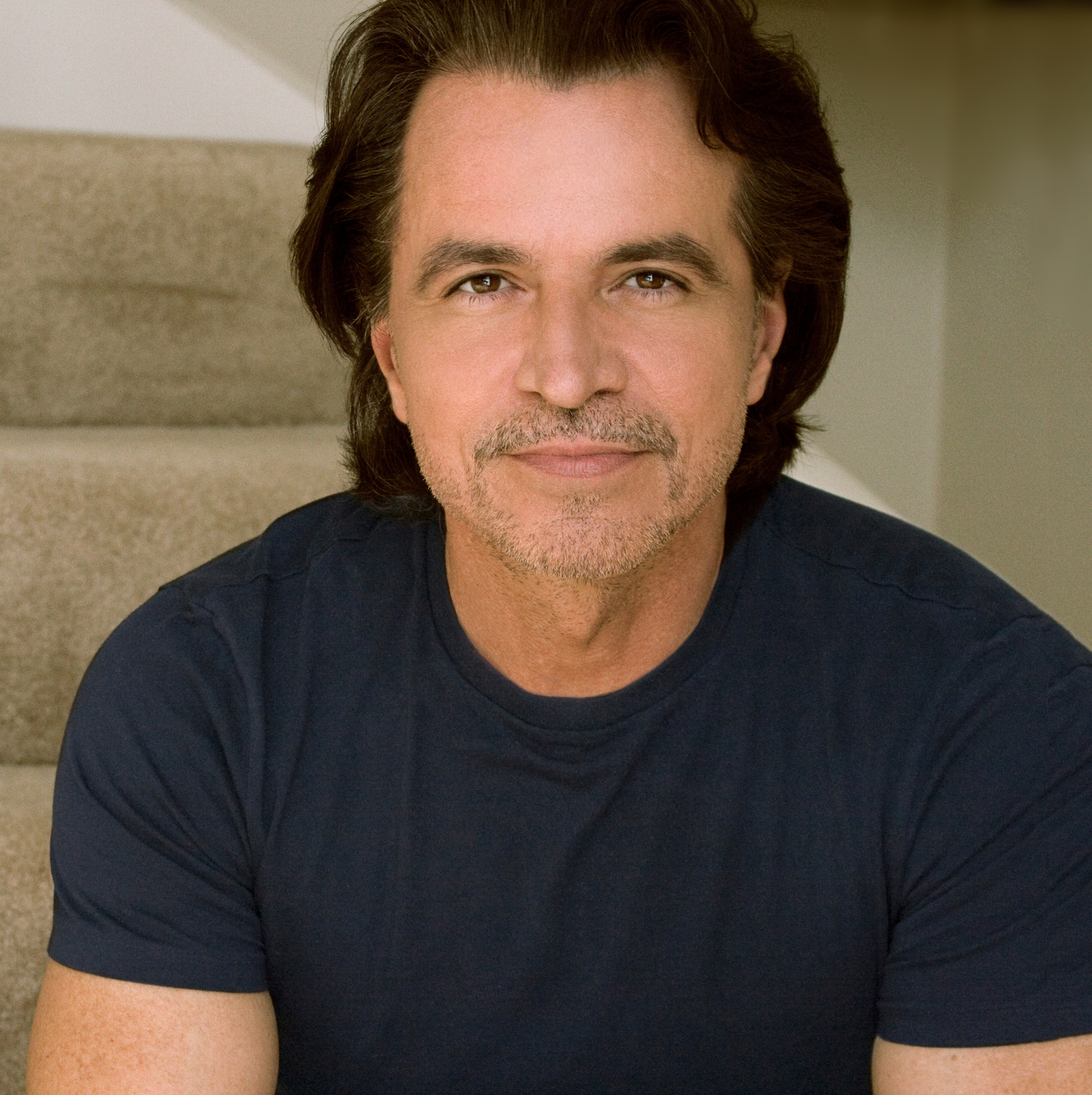
Yanni (* 1954)

- Yanni, Dina (* 1977), österreichische Politologin, Autorin und visuelle Künstlerin
- Yanni, Rosanna (* 1938), argentinische Schauspielerin
- Yannoulatos, Anastasios (1929–2025), griechischer Geistlicher, Erzbischof von Tirana, Durrës und ganz Albanien
- Yanns (* 1998), französischer Rapper

### Yano
- Yano (* 1992), angolanischer Fußballspieler
- Yano, Akiko (* 1955), japanische Komponistin, Sängerin, Pianistin und Produzentin
- Yano, Daisuke (* 1984), japanischer Fußballspieler
- Yano, Hayato (* 1980), japanischer Fußballspieler
- Yano, Jun’ya (* 1932), japanischer Politiker
- Yano, Kentarō (1912–1993), japanischer Mathematiker
- Yano, Kishō (* 1984), japanischer Fußballspieler
- Yano, Kyōko (* 1984), japanische Fußballspielerin
- Yano, Kyōson (1890–1965), japanischer Maler der Nihonga-Richtung
- Yano, Marco Aurelio (1963–1991), brasilianischer Komponist
- Yano, Michael (* 1979), japanischer Fußballspieler
- Yano, Ryūkei (1851–1931), japanischer Schriftsteller und Politiker
- Yano, Saori (* 1986), japanische Jazz-Saxophonistin
- Yano, Sho (* 1990), US-amerikanisches Wunderkind japanischer und koreanischer Abstammung
- Yano, Tetsurō (* 1946), japanischer Politiker
- Yano, Tetsuzan (1894–1975), japanischer Maler der Nihonga-Richtung
- Yano, Tsuneta (1866–1951), japanischer Unternehmer
- Yanobe, Kenji (* 1965), japanischer Künstler
- Yanofsky, Charles (1925–2018), US-amerikanischer Genetiker und Molekularbiologe
- Yanofsky, Daniel Abraham (1925–2000), kanadischer Schachspieler
- Yanofsky, Nikki (* 1994), kanadische Jazz- und Pop-Sängerin
- Yanosey, Robert J. (* 1946), US-amerikanischer Autor und Publizist
- Yanou (* 1974), deutscher DJ und Musikproduzent
- Yanov-Yanovski, Dmitri (* 1963), usbekischer Komponist
- Yanovsky, Saul (1864–1939), amerikanischer Anarchist und Journalist
- Yanovsky, Zal (1944–2002), kanadischer Musiker, Autor, Gastronom
- Yanow, Scott (* 1954), US-amerikanischer Jazz-Journalist

### Yans
- Yansané, Momo (* 1997), guineischer Fußballspieler
- Yansané, Sekou (* 2003), guineisch-französischer Fußballspieler

### Yant
- Yanta, John Walter (1931–2022), US-amerikanischer Geistlicher, römisch-katholischer Bischof von Amarillo
- Yantin-hamu, König von Byblos
- Yantorno, Fabián (* 1982), uruguayischer Fußballspieler
- Yantz, Gerard (1917–1989), US-amerikanischer Handballspieler

### Yany
- Yanya, Nilüfer (* 1995), englische PopmusikerinNilüfer Yanya (* 1995)

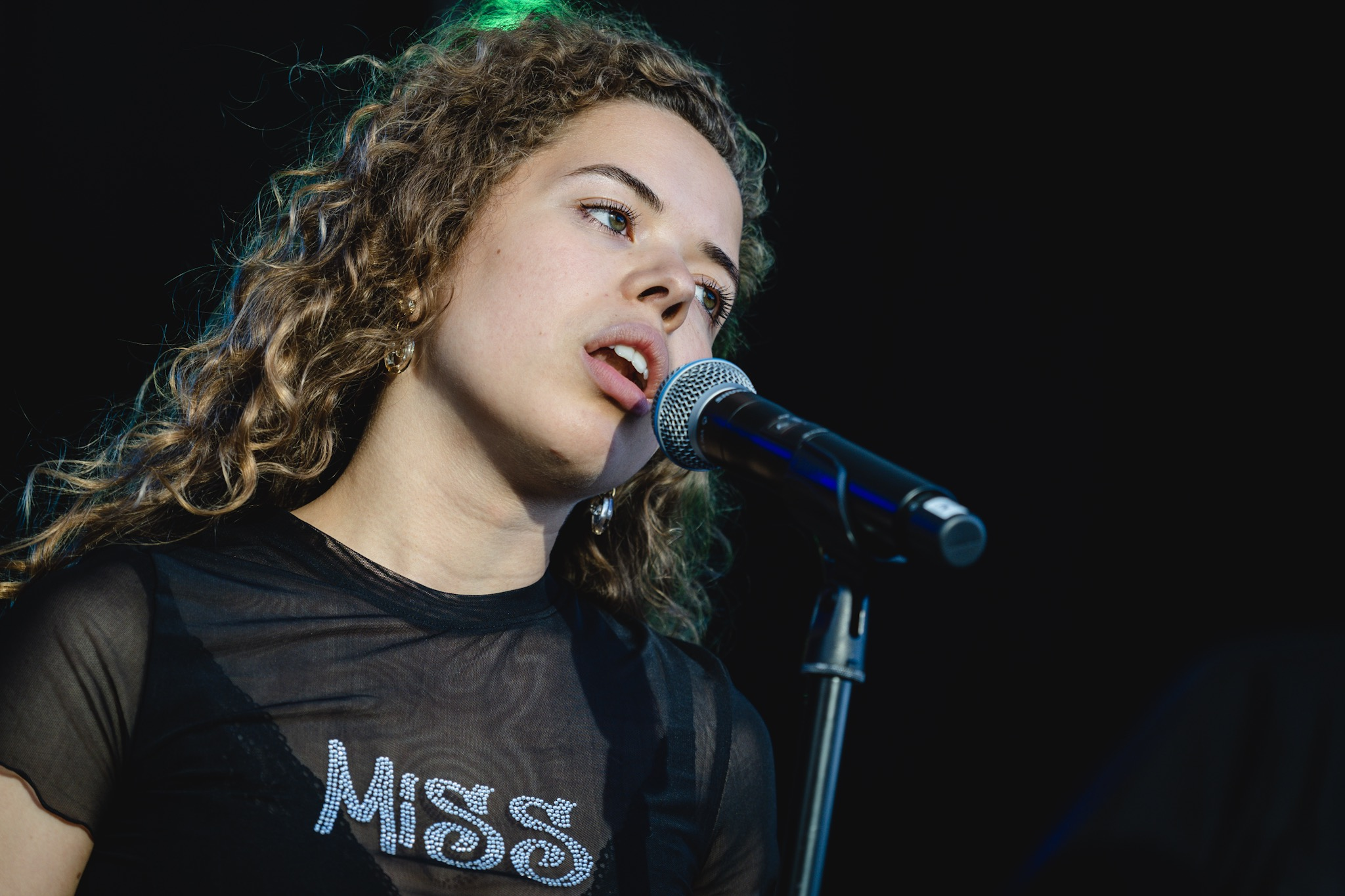
Nilüfer Yanya (* 1995)

- Yanyalı, Timur (* 1975), türkischer Fußballspieler

### Yanz
- Yanzere, Saraiva Jennifer (* 1979), zentralafrikanische Politikerin